# 22 czerwca
22 czerwca jest 173. (w latach przestępnych 174.) dniem w kalendarzu gregoriańskim. Do końca roku pozostaje 192 dni.

## Święta
- Imieniny obchodzą: Achacja. Achacjusz, Achacy, Agenor, Alban, Albana, Będzieciech, Eberhard, Flawiusz, Innocenty, Jan, Paulin i Tomasz.
- Noc Kupały zw. potocznie nocą świętojańską obchodzone w nocy z 21 na 22 czerwca (związane z letnim przesileniem Słońca)
- Chorwacja – Dzień Antyfaszystowskiego Ruchu Oporu
- Kongo – Dzień Armii
- Międzynarodowe –Dzień Kościoła
- Salwador – Dzień Nauczyciela
- Wspomnienia i święta w Kościele katolickim[1][2] obchodzą:
  - św. Alban (męczennik)
  - bł. Innocenty V (dominikanin, papież)
  - św. Jan Fisher (biskup) i św. Tomasz More (kanclerz państwa), męczennicy
  - św. Jan z Neapolu (biskup)
  - św. Nicetas z Remezjany, biskup (również 7 stycznia)
  - św. Paulin z Noli (biskup)

## Wydarzenia w Polsce

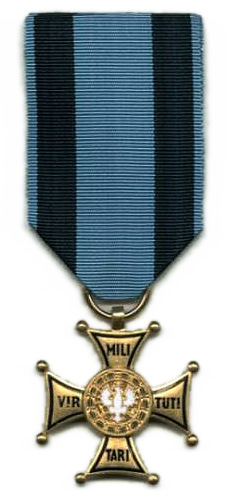
Krzyż Złoty Orderu Virtuti Militari według wzoru z 1992 roku

- 1346 – Król Kazimierz III Wielki nadał prawa miejskie Nowemu Targowi.
- 1596 – Otwarto Bibliotekę Rady Miasta Gdańska (obecnie Biblioteka Gdańska PAN).
- 1768 – Konfederacja barska: krakowski mieszczanin Marcin Oracewicz położył trupem oficera dowodzącego szturmem Moskali, używając guzika zamiast kuli.
- 1789 – Sejm Czteroletni uchwalił przeprowadzenie pierwszego w Polsce spisu statystycznego.
- 1792 – Król Stanisław August Poniatowski ustanowił Order Virtuti Militari.
- 1812 – W Wyłkowyszkach Napoleon Bonaparte w rozkazie dziennym do armii ogłosił początek II wojny polskiej, co oznaczało wojnę z Rosją.
- 1897 – Otwarto Nową Synagogę w Opolu.
- 1902 – Otwarto Szpital Starozakonnych w Warszawie.
- 1905 – Wybuchło powstanie łódzkie.
- 1912 – Do Krakowa przybył z Paryża Włodzimierz Lenin.
- 1921:
  - III powstanie śląskie: na dworcu kolejowym w Rybniku doszło do eksplozji kilku wagonów dynamitu.
  - Rada Ligi Narodów przyznała polskim okrętom wojennym prawo pobytu w porcie gdańskim oraz zezwoliła Polsce na założenie na Westerplatte wojskowej składnicy tranzytowej.
- 1933 – Zamieszki w Grodzisku Dolnym.
- 1937:
  - Powstał Związek Młodej Polski.
  - Rozpoczął się tzw. konflikt wawelski, wywołany decyzją arcybiskupa krakowskiego Adama Stefana Sapiehy o przeniesieniu, wbrew woli władz państwowych, trumny ze zwłokami Marszałka Józefa Piłsudskiego z krypty św. Leonarda do krypty pod Wieżą Srebrnych Dzwonów.
- 1938 – Walery Sławek został marszałkiem Sejmu RP, zastępując zmarłego Stanisława Cara.
- 1941:
  - W areszcie w Augustowie żołnierze wojsk ochrony pogranicza NKWD zamordowali około 30–34 więźniów.
  - We Włocławku (w trakcie okupacji Leslau), władze okupacyjne zorganizowały pierwszą masową łapankę osób wychodzących z mszy świętej w kościele p.w. św. Stanisława, z których większość została wysłana na roboty do Niemiec[3].
- 1942 – W Lutowiskach w Bieszczadach gestapowcy i funkcjonariusze Ukraińskiej Policji Pomocniczej rozstrzelali około 650 Żydów.
- 1944 – We wsi Jaminy koło Augustowa Niemcy rozstrzelali 24 mieszkańców w odwecie za zabicie niemieckiego żandarma.
- 1948 – Patriarchat Moskiewski uznał kanoniczność Polskiego Autokefalicznego Kościoła Prawosławnego.
- 1960 – Powstała grupa muzyczna Czerwono-Czarni.
- 1965 – W Krakowie otwarto hotel „Cracovia”.
- 1990 – Powstała Polska Federacja Ju-Jitsu.
- 2002 – Na antenie TVP1 wyemitowano ostatnie wydanie programu przyrodniczego Z kamerą wśród zwierząt.
- 2003 – Odbył się mecz piłkarski Szczakowianka Jaworzno-Świt Nowy Dwór Mazowiecki, po którym wybuchła tzw. afera barażowa.
- 2013 – Na Stadionie Narodowym w Warszawie odbył się pierwszy polski koncert Paula McCartneya.

## Wydarzenia na świecie
- 217 p.n.e. – Wojska egipskie pokonały Seleucydów w bitwie pod Rafią.
- 168 p.n.e. – W bitwie pod Pydną wojska rzymskie dowodzone przez Lucjusza Emiliusza Paulusa Macedońskiego zniszczyły w ciągu godziny armię macedońską Perseusza Antygonidy.
- 363 – Kampania Juliana II Apostaty przeciwko Persji: strategiczne zwycięstwo wojsk rzymskich w bitwie pod Marangą.
- 431 – Rozpoczął się Sobór efeski.
- 813 – Armia bizantyjska poniosła klęskę w bitwie pod Wersyniką z Bułgarami.
- 816 – Stefan IV został papieżem.
- 1132 – Stoczono bitwę nad rzeką Sajó, będącą decydującym starciem w konflikcie o władzę na Węgrzech.
- 1372 – Wojna stuletnia: zwycięstwo francusko-kastylijskich sił morskich nad Anglikami w bitwie pod La Rochelle.
- 1377 – Ryszard II został królem Anglii.
- 1476 – Zwycięstwo wojsk szwajcarskich nad burgundzkimi w bitwie pod Morat.
- 1478 – II wojna wenecko-turecka: wojska tureckie rozpoczęły oblężenie Szkodry.
- 1523 – Opuszczający Bergamo wenecki malarz Lorenzo Lotto pozostawił swój obraz Mistyczne zaślubiny św. Katarzyny właścicielowi domu jako opłatę za wynajmowane w nim mieszkanie.
- 1527 – Muzułmański książę Fatahillah zdobył będący pod władaniem portugalskim port Sunda Kelapa na Jawie i nadał mu nową nazwę – Jayakarta, dosł. „całkowite zwycięstwo” (obecnie Dżakarta).
- 1536 – Księżniczka i późniejsza królowa Anglii Maria I Tudor podpisała dokument, w którym m.in. potwierdziła swoje posłuszeństwo wobec rozkazów ojca króla Henryka VIII, uznała go głową kościoła w Anglii oraz zgodziła się z tym, że małżeństwo jej rodziców było kazirodcze oraz nieważne.
- 1559 – Król Hiszpanii Filip II Habsburg poślubił swą trzecią żonę Elżbietę Walezjuszkę.
- 1570 – Wojna litewsko-rosyjska: w Moskwie zawarto rozejm pomiędzy Rzeczpospolitą a Wielkim Księstwem Moskiewskim. Rozejm ten, mający obowiązywać przez 3 lata, oraz zawarty pół roku później pokój w Szczecinie między Szwecją, Danią i Lubeką zakończył I wojnę północną o hegemonię na Morzu Bałtyckim.
- 1593 – III wojna austriacko-turecka: zwycięstwo wojsk austriackich w bitwie pod Sziszakiem.
- 1611 – Geograf Henry Hudson i jego syn John wraz z ośmioma towarzyszami podróży zostali wysadzeni ze statku przez zbuntowaną załogę na wybrzeżu dzisiejszej Zatoce Hudsona w Kanadzie, po czym zaginęli bez śladu.
- 1621 – Giorgio Centurione został dożą Genui.
- 1622:
  - Holendersko-portugalska wojna kolonialna: rozpoczęła się bitwa pod Makau.
  - Papież Grzegorz XV erygował Kongregację Rozkrzewiania Wiary.
- 1633 – Przed sądem Świętego Oficjum Galileusz wyparł się teorii kopernikańskiej.
- 1634 – Holenderski malarz Rembrandt poślubił Saskię van Uylenburgh.
- 1691 – Ahmed II został sułtanem Imperium Osmańskiego.
- 1722 – Stołupiany (obecnie Niestierow w obwodzie królewieckim) otrzymały prawa miejskie.
- 1756 – Giovanni Giacomo Grimaldi został dożą Genui.
- 1774 – Parlament Brytyjski przyjął Ustawę o Quebecu.
- 1783 – Chmura trujących pyłów z islandzkiego wulkanu Laki dotarła do francuskiego Hawru.
- 1784 – Elektor Palatynatu i Bawarii Karol IV Teodor Wittelsbach wydał edykt zakazujący działalności wszystkich związków i stowarzyszeń, założonych bez zgody państwa.
- 1791 – VI wojna rosyjsko-turecka: czeczeński przywódca religijny i organizator ruchu oporu górali kaukaskich Szejk Mansur został wzięty do rosyjskiej niewoli w czasie szturmu na twierdzę Anapa nad Morzem Czarnym.
- 1807 – Amerykańska fregata „Chesapeake”, po niewyrażeniu zgody na przeszukanie, została ostrzelana przez brytyjski okręt HMS „Leopard”.
- 1813 – Wojna brytyjsko-amerykańska: lojalistka Laura Secord z okupowanego przez Amerykanów południowego Ontario, po przypadkowym poznaniu planów stacjonującego w jej domu amerykańskiego sztabu dotyczących niespodziewanego ataku na oddział brytyjski, udała się w 32-kilometrową pieszą wędrówkę w stronę pozycji Brytyjczyków, którzy dzięki jej informacjom uniknęli klęski i sami odnieśli zwycięstwo w stoczonej 24 czerwca bitwie pod Beaver Dams.
- 1815 – Powtórna abdykacja cesarza Napoleona Bonapartego.
- 1826 – W Lizbonie odbyła się premiera opery Adina Gioacchino Rossiniego.
- 1839 – Alfons Giroux podpisał z Louisem Daguerre’em umowę na produkcję dagerotypu.
- 1848 – W Paryżu wybuchło powstanie robotnicze (tzw. dni czerwcowe).
- 1870 – Kongres Stanów Zjednoczonych przyjął ustawę powołującą Departament Sprawiedliwości.
- 1872 – W Moskwie wyjechał na trasę pierwszy tramwaj konny.
- 1886 – Św. Kamil de Lellis został ogłoszony przez papieża Leona XIII patronem wszystkich chorych i szpitali.
- 1890 – Pożar zniszczył Fort-de-France na karaibskiej Martynice.
- 1893 – U wybrzeży Libanu zatonął po kolizji z inną jednostką brytyjski pancernik „Victoria”, w wyniku czego zginęło 358 członków załogi.
- 1898 – Wojna amerykańsko-hiszpańska: amerykańska piechota morska wylądowała na Kubie.
- 1900 – Chiński mnich taoistyczny Wang Yuanlu odkrył w kompleksie jaskiń Mogao koło Dunhuang w prowincji Gansu w północno-zachodnich Chinach zbiór starożytnych manuskryptów buddyjskich.
- 1902 – 25 osób zginęło, a 35 odniosło obrażenia w wyniku uderzenia pioruna w kościół w wiosce Piñeiro w prowincji Ourense w północno-zachodniej Hiszpanii.
- 1906 – W katedrze Nidarosdomen w Trondheim odbyła się koronacja Haakona VII i jego żony Maud. Norwegia została monarchią konstytucyjną.
- 1911 – Jerzy V i Maria Teck zostali koronowani w Opactwie Westminsterskim w Londynie.
- 1918 – W zderzeniu dwóch pociągów pod Hammond w amerykańskim stanie Indiana zginęło 86 osób, a 127 zostało rannych.
- 1919:
  - 57 osób zginęło w wyniku przejścia tornada w Fergus Falls w Minnesocie.
  - We francuskim Vincennes rozpoczęły się Igrzyska krajów sprzymierzonych z udziałem sportowców-żołnierzy.
- 1920 – Amerykanin Charles Strite złożył wniosek patentowy na toster z automatycznym wyrzutem grzanek.
- 1921 – Otto Blehr został po raz drugi premierem Norwegii.
- 1922 – W Londynie zginął w zamachu przeprowadzonym przez IRA brytyjski marszałek polny Henry Hughes Wilson.
- 1924 – W Hanowerze został aresztowany seryjny morderca Fritz Haarmann.
- 1930 – Katarzyna z Palmy została kanonizowana przez papieża Piusa XI.
- 1932 – Francuski kompozytor Olivier Messiaen ożenił się ze skrzypaczką Claire Delbos.
- 1933 – Została zdelegalizowana Socjaldemokratyczna Partia Niemiec (SPD).
- 1934 – Ferdinand Porsche podpisał umowę na wykonanie trzech pierwszych prototypów Volkswagena.
- 1937 – Camille Chautemps został po raz trzeci premierem Francji.
- 1938 – Na Yankee Stadium w Nowym Jorku Afroamerykanin Joe Louis znokautował w pierwszej rundzie Niemca Maksa Schmelinga w walce o mistrzostwo świata w bokserskiej wadze ciężkiej, która była jednocześnie rewanżem za wygraną przez Schmelinga przez nokaut w 12 rundzie nieoficjalną walkę stoczoną na tym samym stadionie w 1936 roku.
- 1939 – W USA została założona Krajowa Organizacja Norm Informacyjnych (NISO).
- 1940:
  - Bitwa o Atlantyk: między kanałem La Manche a Zatoką Biskajską zaginął niemiecki okręt podwodny U-122 wraz z 49-osobową załogą.
  - Kampania francuska: podpisano francusko-niemiecki traktat rozejmowy w Compiègne.
- 1941:
  - Rapid Wiedeń zdobył tytuł piłkarskiego mistrza Niemiec jako jedyna w historii drużyna austriacka.
  - Rozpoczął się atak Niemiec na ZSRR.
  - Rumunia i Włochy wypowiedziały wojnę ZSRR.
  - Wybuchło antysowieckie powstanie na Litwie.
- 1942 – Erwin Rommel został awansowany do stopnia feldmarszałka.
- 1943 – Założono kolaboracyjny Związek Młodzieży Białoruskiej na czele z przewodniczącym sztabu kierowniczego Michałem Hańko.
- 1944:
  - Front wschodni: Armia Czerwona rozpoczęła ofensywę białoruską (operacja Bagration).
  - Zwycięstwem wojsk brytyjskich nad japońskimi zakończyła się bitwa o Kohimę w północno-wschodnich Indiach (4 kwietnia-22 czerwca).
- 1947 – Uruchomiono komunikację trolejbusową w Belgradzie.
- 1948 – I wojna izraelsko-arabska: Siły Obronne Izraela zatopiły koło Tel Awiwu statek „Altalena” przewożący broń podarowaną przez rząd francuski skrajnie prawicowej żydowskiej organizacji paramilitarnej Irgun.
- 1950 – Władze sowieckie skazały białoruskiego działacza ruchu oporu Rościsława Łapickiego na karę śmierci.
- 1951 – W katastrofie lecącego z Johannesburga do Nowego Jorku samolotu Lockheed Constellation linii Pan Am koło miejscowości Sanoyie w Liberii zginęło wszystkich 40 osób na pokładzie.
- 1959:
  - Argentyński rewlucjonista Che Guevara poślubił swoją drugą żonę Aleidę March.
  - Otwarto Port lotniczy Kijów-Boryspol.
- 1960 – Amerykańska rakieta nośna Thor Able Star po raz pierwszy umieściła jednocześnie na orbicie dwa satelity (Transit 2A i Solrad 1).
- 1961:
  - Decyzją Prezydium Rady Najwyższej ZSRR Kijów otrzymał tytuł honorowy Miasto-bohater.
  - Premiera filmu wojennego Działa Navarony w reżyserii J. Lee Thompsona.
- 1962 – W katastrofie lotu Air France 117 na Gwadelupie zginęło wszystkich 113 osób na pokładzie.
- 1965 – Japonia i Korea Południowa podpisały w Tokio traktat o podstawach stosunków dwustronnych.
- 1973 – Zakończyła się pierwsza załogowa misja na amerykańską stacji orbitalnej Skylab.
- 1976:
  - Kanadyjska Izba Gmin zniosła karę śmierci.
  - Została wystrzelona radziecka stacja orbitalna Salut 5.
- 1977 – Z połączenia wielu australijskich zborów metodystycznych, Kościoła Prezbiteriańskiego i Unii Kongregacjonalnej powstał Kościół Zjednoczony w Australii.
- 1978 – Odkryto Charona, uznawany przez długi czas za jedyny księżyc Plutona.
- 1980 – W finale rozgrywanych we Włoszech VI Mistrzostw Europy w Piłce Nożnej RFN pokonała na Stadionie Olimpijskim w Rzymie Belgię 2:1.
- 1982 – Polska pokonała na Estadio Municipal de Riazor w La Coruñi Peru 5:1 w swym trzecim meczu grupowym na XII Mistrzostwach Świata w Piłce Nożnej w Hiszpanii i awansowała do II rundy.
- 1983:
  - Po raz pierwszy sztuczny satelita został zdjęty z orbity okołoziemskiej przez wahadłowiec kosmiczny.
  - W Rzymie zaginęła Emanuela Orlandi 15-letnia obywatelka Watykanu, której do dziś nie odnaleziono.
- 1986 – Rządzący socjaliści premiera Felipe Gonzáleza wygrali wybory parlamentarne w Hiszpanii.
- 1989 – Nursułtan Nazarbajew został I sekretarzem Komunistycznej Partii Kazachskiej SRR.
- 1990:
  - W Berlinie odbyło się drugie spotkanie w ramach konferencji dwa plus cztery, w sprawie zjednoczenia Niemiec.
  - Zamknięto berlińskie przejście graniczne Checkpoint Charlie.
  - Została rzekomo podjęta uchwała krajowego prowidu OUN, opisująca politykę ukraińskich nacjonalistów wobec Polski w okresie po jej wyjściu ze strefy wpływów ZSRR.
- 2000:
  - Powstał sojusz linii lotniczych SkyTeam.
  - W katastrofie samolotu pasażerskiego Xi’an Y-7 w mieście Wuhan w środkowych Chinach zginęło 49 osób, w tym 7 na ziemi.
- 2002 – W trzęsieniu ziemi o sile 6,5 stopni w skali Richtera w zachodnim Iranie zginęło co najmniej 261 osób.
- 2003 – Odbyła się 9-godzinna podróż apostolska papieża Jana Pawła II do Bośni i Hercegowiny.
- 2004 – Ludwig Scotty został po raz drugi prezydentem Nauru.
- 2006 – Kardynał Tarcisio Bertone został mianowany na stanowisko sekretarza stanu Stolicy Apostolskiej.
- 2009:
  - Prezydent Inguszetii Junus-biek Jewkurow został ciężko ranny w wyniku zamachu.
  - W zderzeniu dwóch pociągów metra w Waszyngtonie zginęło 9 osób.
- 2010 – Mari Kiviniemi została premierem Finlandii.
- 2011:
  - Jyrki Katainen został premierem Finlandii.
  - Mieszkańcy Palau opowiedzieli się w referendum przeciwko legalizacji kasyn.
- 2012:
  - Federico Franco został prezydentem Paragwaju.
  - Raja Pervez Ashraf został premierem Pakistanu.
  - Zakończono produkcję Mazdy RX-8, ostatniego samochodu napędzanego silnikiem Wankla.
- 2015 – Natalia Gherman została p.o. premiera Mołdawii.
- 2016 – Virginia Raggi jako pierwsza kobieta objęła urząd burmistrza Rzymu.
- 2017 – W wyniku wybuchu samochodu pułapki przed placówką Banku Kabul w Laszkar Gah w prowincji Helmand w południowym Afganistanie zginęły 34 osoby, a 60 zostało rannych.
- 2018 – Taur Matan Ruak został premierem Timoru Wschodniego.
- 2022 – W trzęsieniu ziemi z epicentrum we wschodnim Afganistanie zginęły 1163 osoby, a 3025 zostało rannych.
- 2025 – Wojna izraelsko-irańska: Siły Powietrzne Stanów Zjednoczonych dokonały nalotów na irańskie obiekty jądrowe (operacja Midnight Hammer)

## Urodzili się
- 1370 – Jan Zgorzelecki, książę Zgorzelca i części Dolnych Łużyc (zm. 1396)
- 1399 – Elżbieta Bonifacja, królewna polska (zm. 1399)
- 1502 – Girolamo Recanati Capodiferro, włoski duchowny katolicki, biskup Saint-Jean-de-Maurienne, kardynał, nuncjusz apostolski (zm. 1559)
- 1566 – Piotr Opaliński, polski szlachcic, polityk (zm. 1600)
- 1583 – Nils Göransson Stiernsköld, szwedzki admirał (zm. 1627)
- 1637 – Christian II Wittelsbach, hrabia palatyn i książę Palatynatu-Zweibrücken-Birkenfeld (zm. 1717)
- 1664 – Jan Ernest III, książę Saksonii-Weimar (zm. 1707)
- 1678 – Richard Vernon, brytyjski arystokrata, dyplomata, polityk (zm. 1725)
- 1684 – Francesco Onofrio Manfredini, włoski kompozytor (zm. 1762)
- 1728 – Anna Jabłonowska, polska księżna, wojewodzina bracławska, ekonomistka, kolekcjonerka, mecenas nauki i sztuki (zm. 1800)
- 1738 – Jacques Delille, francuski poeta, tłumacz (zm. 1813)
- 1739 – Aleksy Drewnowicz, polski rolnik, polityk, burmistrz Łodzi (zm. 1812)
- 1741 – Luigi Tomasini, włoski kompozytor, skrzypek (zm. 1808)
- 1744 – Johann Christian Polycarp Erxleben, niemiecki przyrodnik (zm. 1777)
- 1756 – Józef Wincenty Łańcucki, polski duchowny katolicki, teolog, kaznodzieja (zm. 1841)
- 1757 – George Vancouver, brytyjski żeglarz, odkrywca (zm. 1798)
- 1763 – Étienne Méhul, francuski kompozytor (zm. 1817)
- 1767 – Wilhelm von Humboldt, niemiecki filozof, językoznawca (zm. 1835)
- 1770 – Wilhelm Traugott Krug, niemiecki filozof (zm. 1842)
- 1777:
  - Andrzej Alojzy Ankwicz, polski duchowny katolicki, arcybiskup metropolita lwowski i prymas Galicji i Lodomerii, arcybiskup metropolita praski i prymas Czech (zm. 1838)
  - William Brown, irlandzki admirał w służbie argentyńskiej (zm. 1857)
- 1781 – Jakub Krasicki, polski oficer, uczestnik powstania listopadowego (zm. 1850)
- 1786 – Atena Grimaldi, członkini monakijskiej rodziny książęcej (zm. 1860)
- 1792 – Dominik od Matki Bożej, włoski pasjonista, błogosławiony (zm. 1849)
- 1793 – Ieyoshi Tokugawa, japoński siogun (zm. 1853)
- 1798 – Łucja Rautenstrauchowa, polska pisarka (zm. 1886)
- 1803 – Feliks Kozłowski, polski publicysta i filozof katolicki (zm. 1872)
- 1805 – Giuseppe Mazzini, włoski dziennikarz, prawnik, rewolucjonista (zm. 1872)
- 1807:
  - Cecylia von Oldenburg, księżniczka szwedzka, wielka księżna Oldenburga (zm. 1844)
  - Alojzy Reichan, polski malarz, litograf (zm. 1860)
- 1811 – Karl Rudolf von Ollech, pruski generał (zm. 1884)
- 1816 – Władysław Wężyk, polski literat, uczestnik powstania listopadowego, podróżnik (zm. 1848)
- 1824 – Aleksandra Borkowska, polska działaczka społeczna, pisarka (zm. 1898)
- 1825 – Włodzimierz Dzieduszycki, polski hrabia, ziemianin, działacz kulturalny (zm. 1899)
- 1830 – Teodor Leszetycki, polski pianista, kompozytor, pedagog (zm. 1915)
- 1837:
  - Paul Morphy, amerykański szachista (zm. 1884)
  - Ernst Ziller, niemiecki architekt (zm. 1923)
- 1845 – Richard Seddon, nowozelandzki polityk, premier Nowej Zelandii (zm. 1906)
- 1846 – Julian Hawthorne, amerykański pisarz, dziennikarz (zm. 1934)
- 1848 – William Macewen, szkocki chirurg (zm. 1924)
- 1850 – Ignaz Goldziher, węgierski orientalista, wykładowca akademicki pochodzenia żydowskiego (zm. 1921)
- 1851 – Bohdan Jelínek, czeski poeta, prozaik (zm. 1874)
- 1856 – Henry Rider Haggard, brytyjski pisarz (zm. 1925)
- 1859 – Frank Damrosch, amerykański dyrygent, pedagog pochodzenia niemieckiego (zm. 1937)
- 1861:
  - Félix Fénéon, francuski krytyk sztuki, pisarz, anarchista (zm. 1944)
  - Maximilian von Spee, niemiecki wiceadmirał (zm. 1914)
- 1862 – Iwan Sziszmanow, bułgarski historyk, krytyk literatury, etnograf, folklorysta (zm. 1928)
- 1863 – Gottlieb von Jagow, niemiecki dyplomata, polityk (zm. 1935)
- 1864 – Hermann Minkowski, niemiecki matematyk, fizyk, wykładowca akademicki pochodzenia polsko-żydowskiego (zm. 1909)
- 1865 – Wacław Gurynowicz, polski aktor (zm. 1943)
- 1866:
  - Paulin Gardzielewski, polski malarz (zm. 1909)
  - Kazimierz Żorawski, polski matematyk, wykładowca akademicki (zm. 1953)
- 1869 – Hendrikus Colijn, holenderski polityk, premier Holandii (zm. 1944)
- 1871 – Jan Domagalski, polski bosman, powstaniec śląski, działacz niepodległościowy (zm. 1958)
- 1872 – Jan Laskowski, polski duchowny katolicki, działacz niepodległościowy (zm. 1939)
- 1874:
  - Viggo Jensen, duński sztangista, lekkoatleta (zm. 1930)
  - Walter Friedrich Otto, niemiecki filolog klasyczny, wykładowca akademicki (zm. 1958)
  - Torsten Vingqvist, szwedzki inżynier, dyplomata (zm. 1916)
- 1875:
  - Gerhard de Jonge, niemiecki profesor budownictwa kolejowego (zm. 1945)
  - Emil Torday, węgierski antropolog, etnolog, afrykanista, wykładowca akademicki (zm. 1931)
- 1876:
  - Pascual Díaz y Barreto, meksykański duchowny katolicki, biskup biskup Tabasco i arcybiskup meksykański (zm. 1936)
  - Gwen John, walijska malarka (zm. 1939)
  - Stefan Skrzywan, polski inżynier technolog (zm. 1932)
  - Madeleine Vionnet, francuska projektantka mody (zm. 1975)
- 1878 – John Burton Cleland, australijski lekarz, patolog, ornitolog, mikrobiolog, mykolog, wykładowca akademicki (zm. 1971)
- 1880:
  - Johannes Drost, holenderski pływak (zm. 1954)
  - Mieczysław Kulikowski, polski major piechoty, nadinspektor Straży Granicznej (zm. 1942)
  - Vladas Mironas, litewski duchowny katolicki, polityk, premier Litwy (zm. 1953)
  - Maria Orsetti, polska pionierka spółdzielczości (zm. 1957)
  - Alfred Rosenblatt, polski matematyk, astronom, wykładowca akademicki (zm. 1947)
  - Stefan Sołtyk, polski nauczyciel, publicysta, polityk, poseł na Sejm i senator RP (zm. 1945)
- 1881 – Robert Hertz, francuski socjolog, żołnierz (zm. 1915)
- 1882:
  - Jacques Thubé, francuski żeglarz sportowy (zm. 1969)
  - Aleksandra Zagórska, polska podpułkownik, legionistka, organizatorka i komendantka Ochotniczej Legii Kobiet (zm. 1965)
- 1883:
  - Jan Jęczmyk, polski działacz społeczny, powstaniec śląski (zm. 1942)
  - Eleonora Kalkowska, polsko-niemiecka pisarka, aktorka (zm. 1937)
  - Aleksander Oszacki, polski profesor nauk medycznych (zm. 1945)
- 1884:
  - Marian Kantor, polski kapitan administracji, nauczyciel, publicysta (zm. 1942)
  - James Rector, amerykański lekkoatleta, sprinter (zm. 1949)
- 1885 – Milan Vidmar, słoweński inżynier elektryk, szachista (zm. 1962)
- 1886 – Marģers Skujenieks, łotewski polityk, premier Łotwy (zm. 1941)
- 1887 – Julian Huxley, brytyjski biolog, humanista (zm. 1975)
- 1888:
  - Władysław Melanowski, polski okulista (zm. 1974)
  - Alaksandr Cwikiewicz, białoruski historyk, wykładowca akademicki, polityk, premier Białoruskiej Republiki Ludowej na emigracji (zm. 1937)
  - Alan Seeger, amerykański poeta (zm. 1916)[potrzebny przypis]
- 1889 – Humbert Sabaudzki, włoski hrabia, wojskowy (zm. 1918)
- 1890 – Perry Jones, amerykański działacz sportowy (zm. 1970)
- 1892:
  - Valerio Arri, włoski lekkoatleta, długodystansowiec (zm. 1970)
  - Robert von Greim, niemiecki feldmarszałek, dowódca Luftwaffe (zm. 1945)
- 1896 – Bronisław Turonek, polski lekarz, publicysta, działacz kulturalno-społeczny białoruskiej mniejszości narodowej (zm. 1938)
- 1897:
  - Henryk Dobrzański, polski major, dowódca Oddziału Wydzielonego WP, jeździec sportowy (zm. 1940)
  - Norbert Elias, niemiecki filozof, socjolog pochodzenia żydowskiego (zm. 1990)
  - Theodor Quandt, niemiecki major pilot, as myśliwski (zm. 1940)
  - Albert Renger-Patzsch, niemiecki fotografik (zm. 1966)
- 1898:
  - Zenon Kosidowski, polski prozaik, eseista, poeta (zm. 1978)
  - Ludwik Monza, włoski duchowny katolicki, błogosławiony (zm. 1954)
  - Erich Maria Remarque, niemiecki pisarz (zm. 1970)
  - Siemion Zadionczenko, radziecki polityk pochodzenia żydowskiego (zm. 1972)
- 1899:
  - Richard Gurley Drew, amerykański wynalazca (zm. 1980)
  - Michał Kalecki, polski ekonomista, wykładowca akademicki (zm. 1970)
- 1900:
  - Oskar Fischinger, niemiecko-amerykański reżyser filmowy (zm. 1967)
  - Stanisław Hejmowski, polski prawnik, adwokat (zm. 1969)
  - Russell Vis, amerykański zapaśnik (zm. 1990)
- 1901:
  - David Burns, amerykański aktor (zm. 1971)
  - Władimir Heptner, rosyjski zoolog pochodzenia niemieckiego (zm. 1975)
  - Elias Katz, fiński lekkoatleta, długodystansowiec (zm. 1947)
  - Stanisław Kolbuszewski, polski filolog, literaturoznawca, wykładowca akademicki (zm. 1965)
- 1902 – Marguerite De La Motte, amerykańska aktorka (zm. 1950)
- 1903:
  - John Dillinger, amerykański przestępca (zm. 1934)
  - Jenő Dulovits, węgierski fotografik, operator filmowy, konstruktor sprzętu fotograficznego (zm. 1972)
- 1904 – Michał Choromański, polski prozaik, dramaturg (zm. 1972)
- 1905 – Zoltán Brüll, węgierski taternik, lekarz (zm. 1945)
- 1906 – Billy Wilder, amerykański reżyser, scenarzysta i producent filmowy pochodzenia austriacko-żydowskiego (zm. 2002)
- 1909:
  - Katherine Dunham, amerykańska tancerka, choreografka (zm. 2006)
  - Giuseppe Lazzati, włoski polityk, Sługa Boży (zm. 1986)
- 1910:
  - John Hunt, brytyjski wojskowy, himalaista (zm. 1998)
  - Peter Pears, brytyjski śpiewak operowy (tenor) (zm. 1986)
  - Wanda Stanisławska-Lothe, polska aktorka (zm. 1985)
  - Konrad Zuse, niemiecki inżynier, konstruktor, pionier informatyki (zm. 1995)
- 1911:
  - Marie Braun, holenderska pływaczka (zm. 1982)
  - Cecylia Glücksburg, grecka księżniczka (zm. 1937)
  - Konstantin Rudniew, radziecki inżynier, polityk (zm. 1980)
  - Cecil Shaw, angielski piłkarz (zm. 1977)
- 1913:
  - Hans Bay, niemiecki polityk (zm. 2009)
  - Władysław Siła-Nowicki, polski prawnik, polityk, sędzia Trybunału Stanu, działacz opozycji antykomunistycznej (zm. 1994)
  - Sándor Weöres, węgierski poeta, prozaik, tłumacz (zm. 1989)
- 1915 – Cornelius Warmerdam, amerykański lekkoatleta, tyczkarz pochodzenia holenderskiego (zm. 2001)
- 1916:
  - Jan Budziński, polski pilot wojskowy (zm. 2007)
  - Harry Clay Yeatman, amerykański biolog, zoolog (zm. 2013)
- 1917:
  - George Fonder, amerykański kierowca wyścigowy (zm. 1958)
  - Wiktor Malcew, radziecki polityk (zm. 2003)
- 1918 – Cicely Saunders, brytyjska lekarka (zm. 2005)
- 1919:
  - Rościsław Iwanow-Ruszkiewicz, polski koszykarz (ur. 1990)
  - Henri Tajfel, brytyjski psycholog społeczny pochodzenia polsko-żydowskiego (zm. 1982)
- 1920 – Władysław Chojnacki, polski historyk, bibliograf (zm. 1991)
- 1921 – Erkki Talosela, fiński zapaśnik (zm. 2010)
- 1922:
  - Osvaldo Fattori, włoski piłkarz (zm. 2017)
  - Bronisław Owsianik, polski polityk, poseł na Sejm PRL (zm. 2003)
  - Janina Przysiężniak, polska łączniczka i sanitariuszka AK (zm. 1945)
- 1923:
  - Jose Giovanni, francuski pisarz, reżyser filmowy (zm. 2004)
  - Jack Gregory, brytyjski lekkoatleta, sprinter, rugbysta (zm. 2003)
  - Milan Jelínek, czeski językoznawca, wykładowca akademicki (zm. 2014)
- 1924:
  - Aleksandyr Jankow, bułgarski prawnik, polityk (zm. 2019)
  - Jan Ryszard Kłossowicz, polski malarz, grafik, autor ekslibrisów (zm. 2002)
  - Henryk Tycner, polski dziennikarz, korespondent (zm. 1990)
- 1925 – Peter Seeberg, duński pisarz (zm. 1999)
- 1926:
  - Tadeusz Konwicki, polski pisarz, scenarzysta i reżyser filmowy (zm. 2015)
  - Jewgienij Pierwiencew, radziecki generał major, funkcjonariusz służb specjalnych, polityk (zm. 2023)
- 1927 – Rudolf Krajčovič, słowacki językoznawca, slawista, wykładowca akademicki (zm. 2014)
- 1928:
  - Elgudża Amaszukeli, gruziński malarz, rzeźbiarz (zm. 2002)
  - Steingrímur Hermannsson, islandzki polityk, premier Islandii (zm. 2010)
  - Alphonsus Mathias, indyjski duchowny katolicki, arcybiskup Bangalure (zm. 2024)
  - Ralph Waite, amerykański aktor (zm. 2014)
- 1929:
  - Goodloe Byron, amerykański polityk (zm. 1978)
  - Gwidon Grochowski, polski siatkarz, trener (zm. 2004)
  - John Mone, brytyjski duchowny katolicki, biskup Paisley (zm. 2016)
  - Adam Zieliński, polsko-austriacki politolog, wykładowca akademicki, pisarz (zm. 2010)
- 1930:
  - Jurij Artiuchin, radziecki pułkownik lotnictwa, kosmonauta (zm. 1998)
  - Jerkyn Äuelbekow, radziecki i kazachski polityk (zm. 1999)
  - Leoncjusz Ciuciura, polski kompozytor (zm. 2017)
  - René Dereuddre, francuski piłkarz, trener (zm. 2008)
  - Orlando Octacílio Dotti, brazylijski duchowny katolicki, biskup Vacarii
  - Francisco Fernández Ordóñez, hiszpański prawnik, polityk (zm. 1992)
  - Sadun Hammadi, iracki polityk, dyplomata, premier Iraku (zm. 2007)
  - Zdeněk Mlynář, czechosłowacki polityk komunistyczny, następnie dysydent (zm. 1997)
  - Apolinary Nosalski, polski pisarz, działacz społeczny, pedagog (zm. 2005)
- 1931:
  - Ian Browne, australijski kolarz szosowy i torowy (zm. 2023)
  - Paulino do Livramento Évora, kabowerdyjski duchowny katolicki, biskup Santiago de Cabo Verde (zm. 2019)
  - Jewhenija Mirosznyczenko, ukraińska śpiewaczka operowa (sopran koloraturowy), pedagog (zm. 2009)
  - Danuta Naruszewicz-Lesiuk, polska epidemiolog, wakcynolog, wykładowczyni akademicka (zm. 2023)
  - Hennadij Udowenko, ukraiński polityk, dyplomata (zm. 2013)
- 1932:
  - Włodzimierz Kreft, polski funkcjonariusz SB (zm. 1985)
  - Amrish Puri, indyjski aktor (zm. 2005)
- 1933:
  - Dianne Feinstein, amerykańska polityk, senator, burmistrz San Francisco (zm. 2023)
  - Evaristo de Macedo, brazylijski piłkarz, trener
  - Elżbieta Wojciechowska, polska aktorka (zm. 2017)
- 1934:
  - Henryk Bednarski, polski socjolog, polityk, minister edukacji narodowej (zm. 2023)
  - Wojciech Solarz, polski reżyser filmowy
  - Francesco Tommasiello, włoski duchowny katolicki, biskup Teano-Calvi (zm. 2005)
- 1935:
  - Leonel Mário d’Alva, saotomejski polityk premier Wysp Świętego Tomasza i Książęcej
  - Siegfried Bubenik, niemiecki kierowca wyścigowy
  - Bolesław Kuźniewski, polski inżynier, wynalazca, wykładowca akademicki (zm. 2017)
  - Władysław Ziółek, polski duchowny katolicki, arcybiskup metropolita łódzki
- 1936:
  - Izzatullo Hajojew, tadżycki polityk, premier Tadżykistanu (zm. 2015)
  - Kris Kristofferson, amerykański piosenkarz country, aktor (zm. 2024)
  - Tadeusz Łączyński, polski dziennikarz (zm. 2010)
  - Tadeusz Maciejewski, polski muzykolog
  - Ferran Olivella, hiszpański piłkarz (zm. 2023)
  - Wojciech Tarnowski, polski inżynier automatyk, profesor nauk technicznych (zm. 2024)
- 1937:
  - Chen Li-an, tajwański polityk
  - Grażyna Strumiłło-Miłosz, polska dziennikarka, pisarka, tłumaczka, współautorka przewodników turystycznych (zm. 2018)
- 1939:
  - Jerzy Grzegorzewski, polski reżyser i scenograf teatralny (zm. 2005)
  - Ada Jonath, izraelska krystalograf
  - Robert Kramer, amerykański reżyser filmowy (zm. 1999)[potrzebny przypis]
  - Paul Lannoye, belgijski astrofizyk, polityk, eurodeputowany (zm. 2021)
- 1940:
  - Abbas Kiarostami, irański reżyser i scenarzysta filmowy (zm. 2016)
  - Artur Olech, polski bokser (zm. 2010)
  - Zbigniew Olech, polski bokser (zm. 2008)
- 1941:
  - Ed Bradley, amerykański dziennikarz (zm. 2006)
  - Michael Lerner, amerykański aktor (zm. 2023)
  - Piotr Puławski, polski wokalista, gitarzysta (zm. 2017)
  - Andrzej Waśkiewicz, polski poeta (zm. 2012)
- 1942:
  - Henri Coudray, francuski duchowny katolicki, wikariusz apostolski Mongo w Czadzie
  - Eumir Deodato, brazylijski pianista, aranżer, producent muzyczny
  - Laila Freivalds, szwedzka prawnik, polityk pochodzenia łotewskiego
- 1943:
  - Klaus Maria Brandauer, austriacki aktor, reżyser filmowy
  - John M. Kosterlitz, brytyjski fizyk, laureat Nagrody Nobla pochodzenia żydowskiego
  - Simo Lampinen, fiński kierowca wyścigowy i rajdowy
  - Marita Lange, niemiecka lekkoatletka, kulomiotka
  - Jan Mark, brytyjska pisarka, autorka literatury dziecięcej i młodzieżowej (zm. 2006)
  - Gordon Matta-Clark, amerykański artysta (zm. 1978)
- 1944:
  - Sandra Bem, amerykańska psycholog, publicystka (zm. 2014)
  - Jean Klein, francuski wioślarz
  - Gérard Mourou, francuski fizyk, laureat Nagrody Nobla
  - Robert Sturdy, brytyjski polityk, eurodeputowany
- 1945:
  - Gerald Barnes, amerykański duchowny katolicki, biskup San Bernardino
  - Rainer Brüderle, niemiecki polityk
  - Miko Mission, włoski piosenkarz
  - Ganesh Patro, indyjski pisarz, dramaturg, scenarzysta filmowy (zm. 2015)
  - Tom Sherak, amerykański producent filmowy (zm. 2014)
- 1946:
  - Kay Redfield Jamison, amerykańska psycholog kliniczna, pisarka
  - Józef Oleksy, polski polityk, minister, marszałek Sejmu, premier RP (zm. 2015)
  - Linda Skirton, brytyjska pływaczka
- 1947:
  - Octavia E. Butler, amerykańska pisarka science fiction (zm. 2006)
  - Antoni Kobielusz, polski polityk, poseł na Sejm RP
  - Bruno Latour, francuski antropolog, socjolog, filozof nauki (zm. 2022)
  - Pete Maravich, amerykański koszykarz (zm. 1988)
  - Jerry John Rawlings, ghański wojskowy, polityk, prezydent Ghany (zm. 2020)
  - Leelo Tungal, estońska pisarka, poetka
  - Natalja Warlej, rosyjska aktorka
- 1948:
  - Wojciech Łęcki, polski poeta, prozaik, satyryk, krytyk literacki, dziennikarz
  - Andrzej Rosiński, polski kontradmirał
  - Franciszek Smuda, polski piłkarz, trener (zm. 2024)
- 1949:
  - Peter Bisák, słowacki ekonomista, polityk
  - Larry Junstrom, amerykański gitarzysta basowy, członek zespołów: Lynyrd Skynyrd i 38 Special (zm. 2019)
  - Ireneusz Krzemiński, polski socjolog, wykładowca akademicki
  - John Nicholson, australijski kolarz szosowy i torowy
  - Mohsen Salah, egipski piłkarz, trener
  - Meryl Streep, amerykańska aktorka
  - Helena Třeštíková, czeska reżyserka filmów dokumentalnych, polityk
  - Lindsay Wagner, amerykańska aktorka, producentka telewizyjna i filmowa
  - Elizabeth Warren, amerykańska polityk, senator
  - Henryk Woźniakowski, polski filolog, publicysta, wydawca, tłumacz
  - Maria Żygadło, polska inżynier chemik
- 1950:
  - Jean-Marie Bockel, francuski polityk
  - Adrian Năstase, rumuński polityk, premier Rumunii
  - Maria Anna Potocka, polska pisarka, kurator i teoretyk sztuki
  - Alicja Żbikowska, polska koszykarka
- 1951:
  - Ali Farzat, syryjski karykaturzysta
  - Phil Krueger, amerykański kierowca wyścigowy
  - Waldemar Nocny, polski historyk, pedagog, pisarz, samorządowiec
  - Giedrius Petružis, litewski inżynier, polityk
  - Manuel Inocêncio Sousa, kabowerdyjski polityk
  - Pablo Vizcaino Prado, gwatemalski duchowny katolicki, biskup Suchitepéquez–Retalhuleu
- 1952:
  - Graham Greene, kanadyjski aktor pochodzenia indiańskiego
  - Ewa Leśniak, polska aktorka
  - Andrzej Matusiewicz, polski prawnik, polityk, senator i poseł na Sejm RP
  - Adam Szostkiewicz, polski dziennikarz, tłumacz, publicysta
  - Grażyna Witkowska, polska gimnastyczka
  - Urszula Zybura, polska poetka, aforystka, wydawca, esperantystka
- 1953:
  - Jean Damascène Bimenyimana, rwandyjski duchowny katolicki, biskup Cyangugu (zm. 2018)
  - Willem Jacobus Eijk, holenderski duchowny katolicki, arcybiskup Utrechtu, kardynał
  - Cyndi Lauper, amerykańska piosenkarka
  - Mai Lin, amerykańska aktorka pornograficzna
  - François Lelord, francuski psychiatra, pisarz[potrzebny przypis]
- 1954:
  - Wolfgang Becker, niemiecki reżyser i scenarzysta filmowy (zm. 2024)
  - Amparo Muñoz, hiszpańska aktorka (zm. 2011)
  - Bogusława Pawelec, polska aktorka
  - Władysław Rak, polski polityk, poseł na Sejm RP
- 1955:
  - Danuta Gwizdalanka, polska muzykolog
  - Andrzej Machowski, polski samorządowiec, polityk, poseł na Sejm RP
  - Elżbieta Rafalska, polska działaczka samorządowa, polityk, senator i poseł na Sejm RP, minister rodziny, pracy i polityki społecznej, eurodeputowana
  - Janusz Szkutnik, polski historyk, antykwariusz, polityk (zm. 2024)
- 1956:
  - Azmi Biszara, izraelski polityk pochodzenia palestyńskiego
  - Danuta Perka, polska lekkoatletka, płotkarka
  - Tim Russ, amerykański aktor
- 1957:
  - Dorota Bidołach, polska strzelczyni sportowa
  - George Brandis, australijski prawnik, polityk
  - Piotr Grochmalski, polski politolog, dziennikarz, korespondent wojenny
  - Meglena Kunewa, bułgarska polityk
- 1958:
  - Rocío Banquells, meksykańska aktorka, piosenkarka
  - Jacques Bonnaffé, francuski aktor
  - Rodion Cămătaru, rumuński piłkarz
  - Bruce Campbell, amerykański aktor, reżyser, scenarzysta i producent filmowy
  - Bogusław Śmigielski, polski lekarz, samorządowiec, marszałek województwa śląskiego
- 1959:
  - Sverre Brandhaug, norweski piłkarz
  - Eddie Kidd, brytyjski kaskader motocyklowy, dubler filmowy
  - Jurij Pohrebniak, ukraiński trener piłkarski
  - David Shulkin, amerykański lekarz, polityk pochodzenia żydowskiego
  - Joanna Szafruga-Sypniewska, polska polityk, poseł na Sejm RP
  - Ed Viesturs, amerykański himalaista
  - Daniel Xuereb, francuski piłkarz
- 1960:
  - Erin Brockovich, amerykańska ekolog, prawnik, publicystka
  - Charles Cullen, amerykański pielęgniarz, seryjny morderca
  - Douglas Burns Kimbell, amerykański piłkarz wodny
  - Luís de Oliveira Gonçalves, angolski trener piłkarski
  - Roberto Oliveira Gonçalves do Carmo, brazylijski piłkarz, trener
  - Tracy Pollan, amerykańska aktorka
  - Eugenia Salvi, włoska łuczniczka
  - Adam Schiff, amerykański polityk, kongresman
- 1961:
  - Stephen Batchelor, brytyjski hokeista na trawie
  - Jimmy Somerville, szkocki piosenkarz
  - Robert Tiwjajew, izraelski polityk
- 1962:
  - Grzegorz Basiak, polski lekkoatleta, sprinter (zm. 2008)
  - Campino, niemiecki wokalista, członek zespołu Die Toten Hosen
  - Stephen Chow, hongkoński aktor
  - Clyde Drexler, amerykański koszykarz
  - Bożena Pająk, polska lekkoatletka, sprinterka
- 1963:
  - Randy Couture, amerykański zapaśnik, zawodnik mieszanych sztuk walki, aktor
  - Kaciaryna Kamocka, białoruska piosenkarka
  - Krisztina Morvai, węgierska prawnik, feministka, polityk, eurodeputowana
  - Paulinus Yan Olla, indonezyjski duchowny katolicki, biskup Tanjung Selor
  - Mark O’Toole, brytyjski duchowny katolicki, biskup Plymouth
- 1964:
  - Hiroshi Abe, japoński aktor
  - Amy Brenneman, amerykańska aktorka
  - Dan Brown, amerykański pisarz
  - Fajr Ibrahim, syryjski piłkarz, trener
  - Miroslav Kadlec, czeski piłkarz
  - Markus Prock, austriacki saneczkarz
- 1965:
  - Vlad Alexandrescu, rumuński filolog, historyk idei, nauczyciel akademicki, dyplomata, polityk
  - Uwe Boll, niemiecki reżyser i producent filmowy
  - Tommy Cunningham, brytyjski perkusista, członek zespołu Wet Wet Wet[potrzebny przypis]
  - Sławomir Kuczkowski, polski aktor, reżyser, poeta, animator kultury (zm. 2009)
  - Richard Milton, szwedzki pływak
  - Ľubomír Moravčík, słowacki piłkarz
- 1966:
  - Mark Dacey, kanadyjski curler
  - Carlos Gallardo, meksykański aktor, reżyser, scenarzysta i producent filmowy
  - Thomas Janeschitz, austriacki piłkarz, trener
  - Goran Kasum, serbski zapaśnik
  - Marta Kierska-Witczak, polska dyrygentka, chórmistrzyni
  - Joanna Kołaczkowska, polska artystka kabaretowa (zm. 2025)
  - Eve Mavrakis, francuska scenografka filmowa pochodzenia grecko-żydowskiego
  - Santos Montoya Torres, hiszpański duchowny katolicki, biskup pomocniczy Madrytu
  - Michael Park, brytyjski pilot rajdowy (zm. 2005)
  - Schoolly D, amerykański raper
  - Emmanuelle Seigner, francuska modelka, aktorka, wokalistka
  - Kazimiera Szczuka, polska historyk literatury, krytyk literacki, dziennikarka telewizyjna, feministka
  - Dean Woods, australijski kolarz szosowy i torowy (zm. 2022)
- 1967:
  - Alejandro Aravena, chilijski architekt
  - Jacek Czachor, polski motocyklista rajdowy
  - Axel Kühn, niemiecki bobsleista
  - Marc van Hintum, holenderski piłkarz
- 1968:
  - Darrell Armstrong, amerykański koszykarz
  - Pavel Blatný, czeski szachista
  - Miodrag Božović, czarnogórski piłkarz, trener
  - Melinda Nadj Abonji, węgiersko-szwajcarska pisarka, muzyk
  - Heidi Rakels, belgijska judoczka
  - Miri Yu, japońska pisarka, eseistka
- 1969:
  - Sunday Bada, nigeryjski lekkoatleta, sprinter (zm. 2011)
  - Ronald Fuentes, chilijski piłkarz
  - Jariw Lewin, izraelski polityk
  - Wiktor Szwecow, ukraiński sędzia piłkarski
- 1970:
  - Andriej Baszkirow, rosyjski hokeista
  - Martin Daubney, brytyjski dziennikarz, polityk, eurodeputowany
  - Paul Davies, walijski snookerzysta
  - Mike Ferguson, amerykański polityk
  - Grzegorz Janusz, polski pisarz, scenarzysta komiksowy, tłumacz
  - Ahad Pazadż, irański zapaśnik
- 1971:
  - Chodadad Azizi, irański piłkarz, trener
  - Laryssa Biesenthal, kanadyjska wioślarka
  - Lluís Comas Fabregó, hiszpański szachista
  - Christian Menzel, niemiecki kierowca wyścigowy
  - Mary Lynn Rajskub, amerykańska aktorka pochodzenia czesko-polsko-irlandzkiego
  - Dana Rucker, amerykański bokser
- 1972:
  - Dariusz Baranowski, polski kolarz szosowy
  - Elena Donazzan, włoska polityk
  - Emanuel Filibert, tytularny książę Wenecji i Piemontu
  - Tomasz Lubert, polski gitarzysta, kompozytor, producent muzyczny
  - Iwona Okrzesik-Kotajny, polska łuczniczka
  - Jan Erik Tiwaz, norweski basista, kompozytor, członek zespołów: Borknagar, Emperor, Satyricon i Vintersorg
  - Ivan Vrdoljak, chorwacki inżynier, polityk
- 1973:
  - Craig Alexander, australijski triathlonista
  - Tjörven De Brul, belgijski piłkarz
  - Marcin Dorociński, polski aktor
  - Estelle Grelier, francuska polityk, eurodeputowana
  - Tracy Melchior, amerykańska aktorka
  - Władysław Prudius, ukraiński piłkarz, trener
  - Stientje van Veldhoven, holenderska prawnik, polityk
- 1974:
  - Biesłan Adżyndżał, rosyjski piłkarz pochodzenia abchaskiego
  - Jo Cox, brytyjska polityk (zm. 2016)
  - Artur Kościuk, polski piłkarz
  - Alfred Phiri, południowoafrykański piłkarz
  - Warłaam (Ponomariow), rosyjski duchowny prawosławny, arcybiskup machaczkalski i groznieński
  - Beata Sadowska, polska dziennikarka i prezenterka telewizyjna
  - Nikolay Shirshov, uzbecki piłkarz (zm. 2021)
  - Joseph Vijay, indyjski aktor, piosenkarz
- 1975:
  - Artur Bubnewycz, ukraiński duchowny greckokatolicki, eparcha Phoenix
  - Andreas Klöden, niemiecki kolarz szosowy
  - Urmas Reinsalu, estoński samorządowiec, polityk
  - Magdalena Rigamonti, polska dziennikarka, pisarka
  - Amadou Tidiane Tall, burkiński piłkarz
  - Michael Wesch, amerykański antropolog kulturowy
- 1976:
  - Skënder Bruçaj, albański duchowny muzułmański, wielki mufti Albanii
  - Arianna Farfaletti Casali, włoska lekkoatletka, tyczkarka
  - Mikko Luoma, fiński hokeista
  - Zbigniew Ziemba, polski nauczyciel, samorządowiec, wicemarszałek województwa łódzkiego
- 1977:
  - Mike Alexander, brytyjski basista, członek zespołu Evile (zm. 2009)
  - Jurek Dybał, polski dyrygent, kontrabasista
  - Aneta Łazarska, polska prawnik
  - Halina Mlynkova, polska piosenkarka, autorka tekstów
  - Jewgienij Najer, rosyjski szachista
  - Marco Reda, kanadyjski piłkarz pochodzenia włoskiego
  - Sébastien Ruette, francuski siatkarz pochodzenia kanadyjskiego
  - Frédéric Weis, francuski koszykarz
- 1978:
  - José Luis Abajo, hiszpański szpadzista
  - Ignacio Hierro, meksykański piłkarz
  - Olga Łapina, kazachska lekkoatletka, tyczkarka
  - José Meolans, argentyński pływak
  - Bartosz Orzechowski, polski funkcjonariusz BOR (zm. 2007)
  - Dan Wheldon, brytyjski kierowca wyścigowy (zm. 2011)
- 1979:
  - Paul Campbell, kanadyjski aktor
  - Joey Cheek, amerykański łyżwiarz szybki
  - Sandra Klösel, niemiecka tenisistka
  - Gioia Marzocca, włoska szablistka
  - Jai Rodriguez, amerykański aktor, muzyk pochodzenia portorykańsko-włoskiego
  - Thomas Voeckler, francuski kolarz szosowy
  - Travis Walker, amerykański bokser
- 1980:
  - Davy Arnaud, amerykański piłkarz
  - Ilja Bryzgałow, rosyjski hokeista, bramkarz
  - Mariusz Fierlej, polski żużlowiec
  - Dorota Gardias, polska prezenterka telewizyjna, fotomodelka
  - Marta Kaczyńska, polska prawnik, adwokat, felietonistka
  - Magdalena Roguska, polska filolog, polityk, sekretarz stanu
- 1981:
  - Sione Lauaki, nowozelandzki rugbysta (zm. 2017)
  - Paulina Maślanka, polska piosenkarka, autorka tekstów
  - Aquivaldo Mosquera, kolumbijski piłkarz
  - Monty Oum, amerykański animator, aktor głosowy (zm. 2015)
  - Chris Urbanowicz, brytyjski gitarzysta, członek zespołu Editors pochodzenia polskiego
- 1982:
  - Hamad Al-Muntaszari, saudyjski piłkarz
  - Johnathon Banks, amerykański bokser, trener
  - Krzysztof Bąk, polski piłkarz
  - Mati Diop, francusko-senegalska aktorka, reżyserka, scenarzystka i operatorka filmowa
  - Andoni Iraola, hiszpański piłkarz, trener narodowości baskijskiej
  - Hiroshi Izumi, japoński judoka
  - Ian Kinsler, amerykański baseballista pochodzenia żydowskiego
  - Charles Linglet, kanadyjski hokeista
  - Tetsuya Naito, japoński wrestler
  - Nicole Powell, amerykańska koszykarka
  - Berdi Şamyradow, turkmeński piłkarz
  - Asol Sliwiec, białoruska narciarka dowolna
- 1983:
  - Zuzanna Grabowska, polska aktorka
  - Sally Nicholls, brytyjska pisarka
  - Adrian Pukanycz, ukraiński piłkarz
  - Christine Sponring, austriacka narciarka alpejska
- 1984:
  - Michaela Doležalová, czeska siatkarka
  - Dimitrije Grgić, serbski strzelec sportowy
  - Guo Wenjun, chińska strzelczyni sportowa
  - Andrea Mantovani, włoski piłkarz
  - José Morgade, hiszpański piłkarz
  - Rubén, hiszpański piłkarz, trener
  - Janko Tipsarević, serbski tenisista
- 1985:
  - Karsten Brodowski, niemiecki wioślarz
  - Karla Cossio, meksykańska aktorka pochodzenia kubańskiego
  - Laurent Saint-Martin, francuski menedżer, samorządowiec, polityk
  - Sofoklis Schortsanitis, grecki koszykarz pochodzenia kameruńskiego
  - Douglas Smith, kanadyjski aktor
- 1986:
  - Jason Balabal, filipiński zapaśnik
  - Serhij Borzenko, ukraiński piłkarz, trener
  - Pär Hansson, szwedzki piłkarz, bramkarz
  - Isaac Osbourne, angielski piłkarz
  - Víctor de la Parte, hiszpański kolarz szosowy
  - Christian Spanne, norweski piłkarz ręczny
- 1987:
  - Lucyna Borek, polska siatkarka
  - Joseph Dempsie, brytyjski aktor
  - Eda Erdem, turecka siatkarka
  - Luiz Jeferson Escher, brazylijski piłkarz
  - Danny Green, amerykański koszykarz
  - Cory Gunz, amerykański raper
  - Paulina Krupińska, polska modelka, zdobywczyni tytułu Miss Polonia
  - Lee Min-ho, południowokoreański aktor
  - Aleksander Perka, polski koszykarz
  - Nikita Rukavytsya, australijski piłkarz pochodzenia ukraińskiego
- 1988:
  - Beata Andrejczuk, polska szachistka
  - Laura Bartlett, brytyjska hokeistka na trawie
  - Omri Casspi, izraelski koszykarz
  - Marine Dusser, francuska biathlonistka
  - Dean Furman, południowoafrykański piłkarz pochodzenia żydowskiego
  - Dominika Gwit-Dunaszewska, polska aktorka, dziennikarka
  - Jekatierina Jewsiejewa, kazachska lekkoatletka, skoczkini wzwyż
- 1989:
  - Jordan Belchos, kanadyjski łyżwiarz szybki
  - Zoran Dragić, chorwacki koszykarz
  - Cédric Mongongu, kongijski piłkarz
  - Stoppila Sunzu, zambijski piłkarz
- 1990:
  - Paulina Janczak, polska aktorka, wokalistka
  - Lydia Jele, botswańska lekkoatletka, sprinterka
  - Sebastian Jung, niemiecki piłkarz
  - Kyryło Petrow, ukraiński piłkarz
  - Aleksandr Prochorienko, rosyjski starszy lejtnant (zm. 2016)
  - Jonathan Schmid, francuski piłkarz pochodzenia austriackiego
  - Mia Todorović, chorwacka siatkarka
- 1991:
  - Emil Larsen, duński piłkarz
  - Ambroise Oyongo, kameruński piłkarz
  - Gazmend Sinani, kosowski koszykarz (zm. 2018)
- 1992:
  - Erika Kirpu, estońska szpadzistka
  - Ołena Krawaćka, ukraińska szablistka
  - Mehrdad Mardani, irański zapaśnik
  - Tima Turijewa, rosyjska sztangistka
- 1993:
  - Jegor Fieoktistow, rosyjski siatkarz
  - Loris Karius, niemiecki piłkarz, bramkarz
  - Rieziuan Mirzow, rosyjski piłkarz
  - Danny Ward, walijski piłkarz, bramkarz
- 1994:
  - Klaudia Breś, polska strzelczyni sportowa
  - Sébastien Haller, iworyjski piłkarz
  - Breanna Lewis, amerykańska koszykarka
  - Jordan Mathews, amerykański koszykarz
  - Joona Monto, fiński hokeista
  - Christophe Nduwarugira, burundyjski piłkarz
  - Aloysius Simujla, liberyjski piłkarz
  - Tomas Švedkauskas, litewski piłkarz, bramkarz
- 1995:
  - Elia Benedettini, sanmaryński piłkarz, bramkarz
  - Ádám Borbély, węgierski piłkarz ręczny, bramkarz
  - Sara Kolak, chorwacka lekkoatletka, oszczepniczka
- 1996:
  - Danielle Cuttino, amerykańska siatkarka
  - Wojciech Jakubiak, polski koszykarz
  - Kong Sang-jeong, południowokoreańska łyżwiarka szybka, specjalistka short tracku
  - Silvère Ganvoula M’boussy, kongijski piłkarz
  - Mikel Merino, hiszpański piłkarz
  - Rodri, hiszpański piłkarz
  - Otabek Shukurov, uzbecki piłkarz
  - Andriej Surmaczewski, rosyjski siatkarz
- 1997:
  - Tami Grende, indonezyjska tenisistka
  - Mayu Mukaida, japońska zapaśniczka
  - Isabella Wranå, szwedzka curlerka
- 1998:
  - Dagmara Bryzek, polska aktorka, tancerka
  - Javairô Dilrosun, holenderski piłkarz pochodzenia surinamskiego
  - Halil Jaganjac, chorwacki piłkarz ręczny
  - Eligijus Jankauskas, litewski piłkarz
  - Salaheddine Kateb, algierski zapaśnik
  - Jean Lucas, brazylijski piłkarz
  - Janpol Morales, panamski piłkarz pochodzenia ekwadorskiego
  - Tomasz Skokan, polski hokeista
- 1999 – Andi Zeqiri, szwajcarski piłkarz pochodzenia kosowskiego
- 2000:
  - Diego Hernández, urugwajski piłkarz
  - Vanessa Panzeri, włoska piłkarka
  - Corentin Phelut, francuski siatkarz
  - Edgaras Utkus, litewski piłkarz
- 2001:
  - Tom Krauß, niemiecki piłkarz
  - Maurício, brazylijski piłkarz pochodzenia paragwajskiego
  - Aron Isomi Mbo, kongijski zapaśnik
  - Maxime-Gaël Ngayap Hambou, francuski judoka pochodzenia kameruńskiego
  - Julia Piotrowska, polska strzelczyni sportowa
- 2002:
  - Mateusz Kołodziejski, polski lekkoatleta, skoczek wzwyż
  - Gui Santos, brazylijski koszykarz
  - Konstantin Tiukawin, rosyjski piłkarz
- 2003:
  - Elles Dambrink, holenderska siatkarka
  - Alisa Kożykina, rosyjska piosenkarka
  - Kilian Nikiema, burkiński piłkarz, bramkarz
  - Sebastián Pérez Bouquet, meksykański piłkarz
- 2004 – Franco González, urugwajski piłkarz
- 2006 – Ruzanna Məmmədova, azerska zapaśniczka

## Zmarli
- 431 – Paulin z Noli, rzymski kapłan, poeta, święty katolicki i prawosławny (ur. ok. 353)
- 1101 – Roger I, normański hrabia Sycylii (ur. 1031)
- 1276 – Innocenty V, papież, błogosławiony (ur. ok. 1224)
- 1343 – Aimone Spokojny, hrabia Sabaudii (ur. 1291)
- 1389 – Giovanni da Dondi, włoski lekarz, astronom (ur. 1318)
- 1451 – Abdallah Mirza, książę z rodu Timurydów, namiestnik Farsu i władca Mawarannahru (ur. 1433)
- 1535 – Jan Fisher, angielski duchowny katolicki, biskup Rochester, kardynał, męczennik, święty (ur. 1469)
- 1580 – Hernando de Acuña, hiszpański poeta (ur. 1520)
- 1583 – Nils Göransson Stiernsköld, szwedzki admirał (zm. 1627)
- 1613 – Sebastian Lubomirski, polski ziemianin, polityk (ur. ok. 1546)
- 1634 – Johann von Aldringen, niemiecki feldmarszałek (ur. 1588)
- 1664 – Katherine Philips, angielska poetka, tłumaczka (ur. 1632)
- 1691 – Sulejman II, sułtan Imperium osmańskiego (ur. 1642)
- 1699 – Josiah Child, angielski ekonomista, kupiec (ur. 1630)
- 1708 – Lodovico Adimari, włoski poeta (ur. 1644)
- 1723 – George Delaval, brytyjski admirał, dyplomata (ur. ok. 1667)
- 1735 – Pirro Albergati, włoski kompozytor (ur. 1663)
- 1757 – Antoni Ossoliński, polski generał-lejtnant, kasztelan sandomierski (ur. ?)
- 1759 – Louis de Cahusac, francuski dramaturg, poeta, encyklopedysta (ur. 1706)
- 1760 – Joaquín Fernández de Portocarrero, hiszpański kardynał i austriacki polityk (ur. 1681)
- 1761 – Raniero d’Elci, włoski kardynał (ur. 1670)
- 1803 – Wilhelm Heinse, niemiecki pisarz (ur. 1749)
- 1813 – Anton Graff, niemiecki malarz portrecista pochodzenia szwajcarskiego (ur. 1736)
- 1817 – Paweł Stroganow, rosyjski generał dywizji (ur. 1774)
- 1837 – Antonie Sminck Pitloo, holenderski malarz (ur. 1790)
- 1849 – Eugenia Koss, polska tancerka, aktorka (ur. 1806)
- 1850 – Henryk Wilhelm Rossmann, polski pułkownik, inżynier pochodzenia niemieckiego (ur. 1787)
- 1865 – Ángel de Saavedra, hiszpański poeta, dramaturg, polityk (ur. 1791)
- 1868 – Heber C. Kimball, amerykański przywódca religijny, polityk (ur. 1801)
- 1874 – Howard Staunton, brytyjski szachista (ur. 1810)
- 1875 – William Edmond Logan, kanadyjski geolog (ur. 1798)
- 1877 – Antin Dobrianśkyj, ukraiński duchowny greckokatolicki, polityk (ur. 1810)
- 1878 – Achille-Louis Foville, francuski neurolog, neuroanatom, psychiatra (ur. 1799)
- 1880 – Józef Konopka, polski ziemianin, etnograf (ur. 1818)
- 1882 – Johannes Elias Teijsmann, holenderski botanik (ur. 1808)
- 1885 – Mahdi, sudański przywódca powstania antybrytyjskiego (ur. 1844)
- 1887:
  - Wojciech Kazimirski-Biberstein, polski arabista, iranista, tłumacz, uczestnik powstania listopadowego (ur. 1808)
  - Eugenie Marlitt, niemiecka pisarka (ur. 1825)
  - William Millton, nowozelandzki rugbysta, krykiecista (ur. 1858)
- 1893 – George Tryon, brytyjski wiceadmirał (ur. 1832)
- 1895:
  - Amilcare Malagola, włoski duchowny katolicki, arcybiskup Fermo, kardynał (ur. 1840)
  - Henry Moore, brytyjski malarz pejzażysta (ur. 1831)
- 1896 – Jan Duklan Słonecki, polski ziemianin, polityk (ur. 1859)
- 1901 – Mathilde Weber, niemiecka feministka (ur. 1829)
- 1904 – Elżbieta Bośniacka, polska dramatopisarka, poetka, publicystka (ur. 1837)
- 1906:
  - Jan Rotter, polski inżynier, nauczyciel, polityk (ur. 1850)
  - Fritz Schaudinn, niemiecki mikrobiolog, protozoolog (ur. 1871)
  - Julius Wilbrand, niemiecki chemik (ur. 1839)
- 1908 – Władysław Garbiński, polski rotmistrz armii rosyjskiej, polityk, prezydent Kielc (ur. 1865)
- 1909 – Edward John Gregory, brytyjski malarz, ilustrator (ur. 1850)
- 1917:
  - Jewgienij Bauer, rosyjski reżyser filmowy, scenograf teatralny (ur. 1865)
  - Kristian Zahrtmann, duński malarz (ur. 1843)
- 1919:
  - Tadeusz Gutowski, polski podporucznik piechoty (ur. 1898)
  - Edmund Zieleniewski, polski przemysłowiec, działacz społeczny (ur. 1855)
- 1922 – Henry Hughes Wilson, brytyjski marszałek polny (ur. 1864)
- 1923 – Moris Rosenfeld, żydowski poeta (ur. 1862)
- 1924 – Konrad Olchowicz (ojciec), polski dziennikarz, przemysłowiec (ur. 1858)
- 1925 – Felix Klein, niemiecki matematyk, wykładowca akademicki (ur. 1849)
- 1931 – Armand Fallières, francuski adwokat, polityk, premier i prezydent Francji (ur. 1841)
- 1932 – Ignacy Zakrzewski, polski fizyk, wykładowca akademicki, encyklopedysta (ur. 1860)
- 1933:
  - Tim Birkin, brytyjski kierowca wyścigowy (ur. 1896)
  - Stefan Szyller, polski architekt, konserwator zabytków (ur. 1857)
- 1934 – Erich Everth, niemiecki historyk sztuki, dziennikarz, wykładowca akademicki (ur. 1878)
- 1935:
  - Szymon Askenazy, polski historyk, wykładowca akademicki pochodzenia żydowskiego (ur. 1866)
  - Andrew Libano, amerykański żeglarz sportowy (ur. 1903)
- 1936 – Moritz Schlick, niemiecki filozof, wykładowca akademicki (ur. 1882)
- 1937: 
  - Eric Geddes, brytyjski polityk (ur. 1875)
  - Karol Klopfer, polski malarz, dekorator teatralny (ur. 1859)
- 1938:
  - Edgard Allix, francuski prawnik (ur. 1874)
  - Herbert Jamison, amerykański lekkoatleta, sprinter (ur. 1875)
- 1939 – Benjamin Tucker, amerykański anarchoindywidualista (ur. 1854)
- 1940:
  - Walter Hasenclever, niemiecki poeta, dramaturg (ur. 1890)
  - Wladimir Köppen, rosyjski geograf, meteorolog, klimatolog, botanik pochodzenia niemieckiego (ur. 1846)
  - Hans-Günther Looff, niemiecki podwodniak (ur. 1906)
  - Konstantin Wałuchin, radziecki kapitan bezpieczeństwa państwowego, polityk (ur. 1901)
  - Siergiej Żupachin, radziecki major bezpieczeństwa państwowego (ur. 1888)
- 1941:
  - Zofia Charszewska, polska pisarka (ur. 1909)
  - Rudolf Cranz, niemiecki narciarz alpejski, żołnierz (ur. 1918)
  - Helmut Hamann, niemiecki lekkoatleta, sprinter, żołnierz (ur. 1912)
  - Ołeksandr Hawryluk, ukraiński pisarz (ur. 1911)
  - Iwan Iwanow, radziecki pilot wojskowy (ur. 1909)
  - Szczepan Michalski, polski robotnik, harcmistrz, Biały Kurier (ur. 1905)
  - Franciszek Stanisław Parecki, polski poeta, tłumacz, karykaturzysta (ur. 1913)
  - Teodor Taczak, polski duchowny katolicki (ur. 1878)
  - Stepan Tudor, ukraiński prozaik, poeta, krytyk literacki, działacz społeczno-polityczny (ur. 1892)
  - Wilhelm Walch, austriacki i niemiecki narciarz alpejski, żołnierz (ur. 1912)
- 1942 – August Froehlich, niemiecki duchowny katolicki, przeciwnik i ofiara nazizmu (ur. 1891)
- 1944 – Aleksander Szymański, polski oficer GL i AL (ur. 1912)
- 1945:
  - Frida Stéenhoff, szwedzka pisarka, działaczka społeczna (ur. 1865)
  - Mitsuru Ushijima, japoński generał (ur. 1887)
  - Żambył Żabajew, kazachski poeta ludowy (ur. 1846)
- 1946 – Jenő Ruszkay-Ranzenberger, węgierski generał, kolaborant, zbrodniarz wojenny (ur. 1887)
- 1949 – Sasza Blonder, polski malarz pochodzenia żydowskiego (ur. 1909)
- 1951:
  - Konstantin Błagodarow, radziecki major lotnictwa (ur. 1919)
  - Witold Płoski, polski inżynier rolnictwa, porucznik, dyplomata (ur. 1897)
  - Jan Stahr, polski filolog klasyczny, filozof, wykładowca akademicki (ur. 1888)
- 1952 – Łazar Biczerachow, rosyjski generał, emigracyjny działacz narodowowyzwoleńczy (ur. 1882)
- 1953 – Arthur Martin-Leake, brytyjski podpułkownik (ur. 1874)
- 1954 – Mikołaj Wisznicki, polski tytularny generał brygady, działacz turystyczny, pedagog, grafik, malarz (ur. 1870)
- 1956:
  - Walter de la Mare, brytyjski poeta, prozaik (ur. 1873)
  - Václav Řezáč, czeski pisarz, publicysta (ur. 1901)
- 1958:
  - Viktor Jansson, fiński rzeźbiarz pochodzenia szwedzkiego (ur. 1886)
  - Mieczysław Kuliński, polski generał dywizji (ur. 1871)
- 1959 – Bruce Harlan, amerykański skoczek do wody (ur. 1926)
- 1961:
  - Maria, księżniczka rumuńska, królowa Jugosławii (ur. 1900)
  - Zygmunt Otto, polski piłkarz, trener (ur. 1896)
- 1962 – Francis Higbee Case, amerykański polityk (ur. 1896)
- 1963 – Maria Tănase, rumuńska aktorka, piosenkarka (ur. 1913)
- 1965:
  - Wawrzyniec Chorembalski, polski malarz (ur. 1888)
  - David O. Selznick, amerykański producent filmowy pochodzenia żydowskiego (ur. 1902)
- 1966 – Thaddeus Shideler, amerykański lekkoatleta, płotkarz (ur. 1883)
- 1967 – Li Lisan, chiński działacz komunistyczny (ur. 1899)
- 1969 – Judy Garland, amerykańska aktorka, piosenkarka (ur. 1922)
- 1970:
  - Stanisław Prószyński, polski instruktor harcerski, dziennikarz, działacz oświatowy i niepodległościowy (ur. 1899)
  - Grete Wiesenthal, austriacka tancerka, choreografka, aktorka, nauczycielka tańca (ur. 1885)
- 1972:
  - Vladimir Durković, jugosłowiański piłkarz (ur. 1937)
  - Aleksandr Smirnow, radziecki polityk (ur. 1909)
  - Robert Arthur Winkler, niemiecki nadzorca działalności Świadków Jehowy w Holandii, więzień hitlerowskich obozów koncentracyjnych (ur. 1898)
- 1974:
  - Karl Holmström, szwedzki skoczek narciarski (ur. 1925)
  - Darius Milhaud, francuski kompozytor pochodzenia żydowskiego (ur. 1892)
  - Gaston Thubé, francuski żeglarz sportowy (ur. 1876)
- 1975:
  - Georg Hyckel, niemiecki nauczyciel, publicysta (ur. 1880)
  - Witold Kasperski, polski nauczyciel, polityk, poseł na Sejm RP (ur. 1909)
- 1976 – Wojciech Hejnosz, polski historyk prawa, archiwista (ur. 1895)
- 1978:
  - Jens Otto Krag, duński polityk, premier Danii (ur. 1914)
  - Otto Oktavián Krejčí, słowacki przewodnik i ratownik tatrzański (ur. 1908)
- 1979:
  - Michaił Awdiejew, radziecki generał major lotnictwa, as myśliwski (ur. 1913)
  - Louis Chiron, monakijski kierowca wyścigowy (ur. 1899)
  - Leon Michalski, polski major pilot (ur. 1915)
- 1981 – Wiktor Junosza-Dąbrowski, polski porucznik rezerwy artylerii, bokser, trener (ur. 1896)
- 1982 – Witold Retinger, polski major pilot (ur. 1918)
- 1983 – (data zaginięcia) Emanuela Orlandi, obywatelka Watykanu (ur. 1968)
- 1984:
  - Janusz Gaudyn, polski lekarz, pisarz, działacz polonijny na Zaolziu (ur. 1935)
  - Joseph Losey, amerykański reżyser filmowy i teatralny (ur. 1909)
- 1985:
  - Wanda Karpowicz, polska biolog, wykładowczyni akademicka (ur. 1897)
  - Eugeniusz Kłoczowski, polski ziemianin, inżynier rolnik, publicysta (ur. 1897)
- 1987:
  - Fred Astaire, amerykański aktor, tancerz, wokalista (ur. 1899)
  - Jerzy Damsz, polski pilot sportowy i wojskowy, inżynier, działacz społeczny i patriotyczny (ur. 1911)
  - Stefan Rzeszot, polski dziennikarz, komentator i działacz sportowy (ur. 1923)
- 1988 – Dennis Day, amerykański aktor, komik, piosenkarz (ur. 1916)
- 1989:
  - Robert Körner, austriacki piłkarz, trener (ur. 1924)
  - Halina Mikołajska, polska aktorka (ur. 1925)
  - Henri Sauguet, francuski kompozytor (ur. 1901)
- 1990 – Ilja Frank, rosyjski fizyk, laureat Nagrody Nobla (ur. 1908)
- 1991:
  - Kevin O’Connor, amerykański aktor (ur. 1938)
  - Herbert Sohler, niemiecki oficer marynarki, dowódca okrętów podwodnych (ur. 1908)
- 1992:
  - Reg Harris, brytyjski kolarz szosowy i torowy (ur. 1920)
  - István Szivós, węgierski piłkarz wodny (ur. 1920)
- 1993 – Pat Nixon, amerykańska pierwsza dama (ur. 1912)
- 1995:
  - Yves Congar, francuski kardynał (ur. 1904)
  - Nils-Joel Englund, szwedzki biegacz narciarski (ur. 1907)
  - Gerhard Nenning, austriacki narciarz alpejski (ur. 1940)
- 1997 – Lars Bergendahl, norweski biegacz narciarski (ur. 1909)
- 1998 – Norberto Méndez, argentyński piłkarz (ur. 1923)
- 2000 – Stanisław Adamczyk, polski siatkarz, trener (ur. 1929)
- 2001:
  - Luis Carniglia, argentyński piłkarz, trener (ur. 1917)
  - Bruno Cornacchiola, włoski wizjoner, świadek objawień maryjnych (ur. 1913)
- 2002 – Yoshio Okada, japoński piłkarz (ur. 1926)
- 2003:
  - Sergio Bruni, włoski piosenkarz (ur. 1921)
  - Wasil Bykau, białoruski pisarz (ur. 1924)
- 2004:
  - Thomas Gold, amerykański astrofizyk, wykładowca akademicki pochodzenia żydowskiego (ur. 1920)
  - Maria Łyczko, polska harcmistrzyni, żołnierz AK (ur. 1923)
  - Anna Zawadzka, polska harcerka (ur. 1919)
- 2006:
  - Bogusław Maciejewski, polski pisarz, muzykolog, publicysta muzyczny (ur. 1920)
  - Alina Perth-Grabowska, polska dziennikarka (ur. 1935)
- 2007:
  - William L. Hungate, amerykański polityk (ur. 1922)
  - Emmanuel Maffre-Baugé, francuski rolnik, polityk, eurodeputowany (ur. 1921)
  - Dorothea Orem, amerykańska pielęgniarka, teoretyk pielęgniarstwa (ur. 1914)
  - Erik Parlevliet, holenderski hokeista na trawie (ur. 1964)
  - Zoltán Szabó, węgierski językoznawca, wykładowca akademicki (ur. 1927)
- 2008:
  - George Carlin, amerykański aktor (ur. 1937)
  - Dody Goodman, amerykańska aktorka (ur. 1914)
  - Witold Karczewski, polski lekarz, polityk (ur. 1930)
- 2009:
  - Wiktor Miednow, radziecki bokser (ur. 1927)
  - Karel Van Miert, belgijski polityk (ur. 1942)
- 2010:
  - Teresa Jędrak, polska lekkoatletka, biegaczka średniodystansowa (ur. 1945)
  - Levern Tart, amerykański koszykarz (ur. 1942)
- 2011:
  - Fanny de Sivers, estońska filozof, językoznawczyni, eseistka (ur. 1920)
  - Artur Gomółka, polski hokeista (ur. 1972)
  - Włodzimierz Kotkowski, polski grafik, pedagog (ur. 1942)
  - Nataša Urbančič, słoweńska lekkoatletka, oszczepniczka (ur. 1945)
- 2012:
  - Paul Baumgärtl, austriacki konstruktor lotniczy (ur. 1920)
  - Rolly Tasker, australijski żeglarz sportowy (ur. 1926)
- 2013:
  - Jan Jaskólski, polski lekkoatleta, trójskoczek (ur. 1939)
  - Allan Simonsen, duński kierowca wyścigowy (ur. 1978)
- 2014:
  - Werner Biskup, niemiecki piłkarz, trener (ur. 1942)
  - Grzegorz Knapp, polski żużlowiec (ur. 1979)
- 2015:
  - Laura Antonelli, włoska aktorka (ur. 1941)
  - James Horner, amerykański kompozytor, twórca muzyki filmowej (ur. 1953)
  - Lubow Kozyriewa, rosyjska biegaczka narciarska (ur. 1929)
  - Luís Carlos Nunes da Silva, brazylijski piłkarz (ur. 1937)
  - Bengt-Ola Ryttar, szwedzki związkowiec, polityk (ur. 1941)
- 2016:
  - Luis Gutiérrez Martín, hiszpański duchowny katolicki, biskup Segowii (ur. 1931)
  - Andrzej Kondratiuk, polski aktor, reżyser, scenarzysta i operator filmowy (ur. 1936)
  - Roberto Lovera, urugwajski koszykarz (ur. 1922)
  - Amjad Sabri, pakistański muzyk qawwali (ur. 1970)
- 2017:
  - Quett Masire, botswański dziennikarz, polityk, prezydent Botswany (ur. 1925)
  - John Raphael Quinn, amerykański duchowny katolicki, arcybiskup metropolita San Francisco (ur. 1929)
- 2018:
  - Vincent Paul Abbott, amerykański perkusista, członek zespołów: Pantera, Damageplan i Rebel Meets Rebel (ur. 1964)
  - Halina Aszkiełowicz, polska siatkarka (ur. 1947)
  - Marek Karewicz, polski fotografik, dziennikarz muzyczny (ur. 1938)
  - Olga Krzyżanowska, polska lekarka, polityk, wicemarszałek Sejmu, senator RP (ur. 1929)
  - Felicia Langer, niemiecka prawnik, działaczka na rzecz praw człowieka (ur. 1930)
  - Seweryn Wiechowski, polski kardiochirurg, działacz opozycji antykomunistycznej (ur. 1935)
  - Barbara Zahorska-Markiewicz, polska internistka (ur. 1938)
- 2019:
  - Miguel Ángel Falasca, hiszpański siatkarz, trener (ur. 1973)
  - Judith Krantz, amerykańska pisarka (ur. 1928)
  - Leevi Lehto, fiński poeta, tłumacz (ur. 1951)
  - Kazimierz Pazgan, polski przedsiębiorca (ur. 1948)
- 2020:
  - Witold Baran, polski lekkoatleta, średniodystansowiec (ur. 1939)
  - Pierino Prati, włoski piłkarz (ur. 1946)
  - Joel Schumacher, amerykański reżyser, scenarzysta i producent filmowy (ur. 1939)
  - Marcin Turski, polski kierowca rajdowy (ur. 1973)
- 2021:
  - Ryszard Bacciarelli, polski aktor (ur. 1928)
  - Jarosław Dumanski, ukraiński piłkarz (ur. 1959)
  - Krzysztof Gradowski, polski aktor, reżyser i scenarzysta filmowy (ur. 1943)
  - Marek L. Kowalski, polski alergolog, immunolog (ur. 1952)
  - Zbigniew Pełczyński, polski filozof (ur. 1925)
  - Witalij Szałyczew, ukraiński piłkarz, trener (ur. 1946)
  - Siergiej Szaposznikow, rosyjski piłkarz, trener (ur. 1923)
- 2022:
  - Józef Baszak, polski ekonomista, działacz społeczny (ur. 1932)
  - Jonny Nilsson, szwedzki łyżwiarz szybki (ur. 1943)
  - Jacek Taraszkiewicz, polski historyk, pedagog (ur. 1959)
  - Jüri Tarmak, estoński lekkoatleta, skoczek wzwyż (ur. 1946)
- 2023:
  - Peter Brötzmann, niemiecki saksofonista i klarnecista jazzowy (ur. 1941)
  - Stéphane Demol, belgijski piłkarz, trener (ur. 1966)
  - Jacques Ishaq, iracki duchowny chaldejski, arcybiskup tytularny, archieparcha Irbilu, biskup chaldejskiego patriarchatu Babilonu (ur. 1938)
  - Harry Markowitz, amerykański ekonomista, laureat Nagrody Banku Szwecji im. Alfreda Nobla w dziedzinie ekonomii (ur. 1927)
  - Stanisław Ochmański, polski reżyser teatrów lalkowych (ur. 1929)
- 2024:
  - Jerzy Bruszkowski, polski lekkoatleta, średniodystansowiec (ur. 1936)
  - Refa’el Ederi, izraelski polityk, minister ochrony środowiska (ur. 1937)
  - John A. McDougall, amerykański internista, dietetyk, publicysta (ur. 1947)
- 2025:
  - Roman Barlik, polski inżynier, profesor nauk technicznych (ur. 1947)
  - Franco Testa, włoski kolarz torowy (ur. 1938)